# Гребной винт
Гребно́й винт — наиболее распространённый современный движитель судов, а также конструктивная основа движителей других типов.

## Конструкция
Любой современный гребной винт — лопастной и состоит из ступицы и лопастей, установленных на ступице радиально, на одинаковом расстоянии друг от друга, повёрнутых на одинаковый угол относительно плоскости вращения и представляющих собой крылья среднего или малого удлинения.
Гребной винт насаживается на гребной вал, приводимый во вращение судовым двигателем. При вращении гребного винта каждая лопасть захватывает массу воды и отбрасывает её назад, сообщая ей заданный момент импульса (толчок), — сила реакции этой отбрасываемой воды передаёт импульс лопастям винта, лопасти, в свою очередь, — гребному валу посредством ступицы, и гребной вал, далее, — корпусу судна посредством главного упорного подшипника.
Двухлопастной гребной винт обладает более высоким КПД, чем трёхлопастной, однако при большом дисковом отношении (см. ниже) весьма трудно обеспечить достаточную прочность лопастей двухлопастного винта. Поэтому наиболее распространены на малых судах трёхлопастные винты (двухлопастные винты применяют на гоночных судах, где винт оказывается слабо нагруженным, и на парусно-моторных яхтах, где гребной винт — вспомогательный движитель). Наибольшее распространение на судах получили четырёхлопастные винты. Пятилопастные винты применяют сравнительно редко, — в основном на крупных моторных яхтах и крупных океанских судах для уменьшения шума и вибрации корпуса.
Диаметр винта — диаметр окружности, описываемой концами лопастей при вращении винта — современных винтов колеблется от десятков сантиметров до 5 метров (такие крупные винты характерны для крупных океанских судов).
Интерцептор — загнутая исходящая кромка — на гребных винтах способствует увеличению способности винта к захвату воды (особенно это важно на лодках с высоко установленным мотором и большими углами ходового дифферента). Интерцептор также обеспечивает дополнительный подъём носа катера в случае установки на линиях угла наклона лопасти. Применение интерцептора на исходящей и внешней кромках лопасти увеличивает шаг. Применение стандартного интерцептора обычно выражается в снижении частоты вращения на 200—400 об./мин (это означает, что в случае замены обычного винта на винт с интерцептором потребуется снижение шага на 2—5 см).
Скорость вращения гребного винта выгодно выбирать в пределах 200—300 об./мин или ниже — на крупных судах. Кроме того, при низкой скорости вращения существенно ниже механический износ нагруженных деталей двигателя, что весьма существенно при их больших габаритах и высокой стоимости.
Гребной винт лучше всего работает, когда его ось вращения расположена горизонтально. У винта, установленного с наклоном, и в связи с этим — обтекаемого «косым» потоком, коэффициент полезного действия всегда будет ниже, — это падение КПД сказывается при угле наклона гребного вала к горизонту большем чем 10°.
Ось гребного винта на глиссерах расположена сравнительно близко к поверхности воды, поэтому нередки случаи засасывания воздуха к лопастям винта (поверхностная аэрация) или оголения всего винта при ходе на волне. В этих случаях упор винта резко падает, а частота вращения двигателя может превысить допустимый максимум. Для уменьшения влияния аэрации шаг винта делается переменным по радиусу — начиная от сечения лопасти на r = (0,63—0,7)R по направлению к ступице шаг уменьшается на 15—20 %.
Для передачи большой мощности часто применяют двух- и трёхвальные установки, а некоторые большие корабли (например, авианосцы, линкоры) оснащаются четырьмя симметрично расположенными гребными винтами.
Гребные винты морских ледоколов арктического класса всегда имеют повышенную прочность, так как их вторая функция — дробление льда при движении ледокола задним ходом.

## Разновидности винтов
Гребные винты различаются по:
- шагу — расстоянию, которое проходит винт за один оборот без учёта скольжения;
- диаметру — окружности, описываемой наиболее удалёнными от центра концами лопастей;
- дисковому отношению — отношению суммарной площади лопастей к площади круга с радиусом равным радиусу винта;
- количеству лопастей — от 2 до 7 (изредка больше, но наиболее часто 3—4 лопасти);
- конструкционному материалу — углеродистая или легированная (например, нержавеющая) сталь, алюминиевые сплавы, пластики, бронзы, титановые сплавы;
- конструкции ступицы (резиновый демпфер, сменная втулка, сменные лопасти);
- прохождению выхлопа — выхлоп через ступицу или под антикавитационной плитой;
- диаметру ступицы;
- количеству шлицов втулки.

В зависимости от наличия или отсутствия механизма управления углом атаки лопастей винта винты разделяют на винты «с регулируемым шагом» и винты «с фиксированным шагом» соответственно. Винты с фиксированным шагом применяются на любительских, маломерных судах, а также морских судах, которые редко меняют режим движения во время плавания, и на судах, требующих повышенной прочности гребного винта (в частности на ледоколах). Винты с регулируемым шагом применяются на судах, часто меняющих режим движения: буксирах, траулерах, многих речных судах, иногда — на парусно-паровых и парусно-моторных судах, требующих возможности флюгирования винта.
В зависимости от направления вращения гребные винты бывают правого и левого вращения. Если смотреть с кормы, то винт, вращающийся по часовой стрелке называется «винтом правого вращения», а вращающийся против часовой, соответственно, «винтом левого вращения». В простейшем случае используется одиночный винт правого вращения, установленный вдоль горизонтальной оси симметрии судна. На больших судах для улучшения манёвренности и надёжности применяются два, три или даже четыре винта взаимно противоположного вращения.
Винты с кольцевым крылом вращаются в открытом полом цилиндре (такие винты также известны как импеллеры), что при малой частоте вращения гребного винта обеспечивает прирост упора до 6 %. Такая насадка применяется для дополнительной защиты от попадания посторонних предметов в рабочую область и повышения эффективности работы винта. Часто применяются на судах, ходящих по мелководью.
Суперкавитирующие винты со специальным покрытием и особой формой лопастей предназначены для постоянной работы в условиях кавитации. Применяются на быстроходных судах.

## Расчет винта
Из-за проскальзывания винта в жидкой среде реальные данные будут отличаться от идеально расчетных. Это пытаются учитывать, например уменьшением диаметра на некий коэффициент. В то же время математические зависимости диаметра(D) и шага (H) винта от мощности (N) и частоты оборотов (n) винта в жидкости с плотностью (ρ) дают представление о имеющихся зависимостях. Если пренебречь текучестью среды, то винт можно представить как бесконечный клин, вдавливаемый между судном и средой, ещё более наглядно — между причалом и кормой. Гребной винт преобразует силы так же как наклонная плоскость.
За один оборот идеальный винт перемещает объём воды массой: π*ρ*D2*H/4
Скорость струи в метрах в секунду: v=H*n
Тяга или упор винта в ньютонах: F=v*dm/dt=π*ρ*D2*H2*n2/4
Затрачиваемая мощность в ваттах: N=π*ρ*D2*H3*n3/8
Диаметр винта в метрах: D={\displaystyle {\sqrt {\quad }}}((8*H)/(π*ρ*H3*n3))
Шаг винта в метрах: H=1/n*{\displaystyle {\sqrt[{3\,}]{\quad }}}((8*N)/(π*ρ*D2))
Обороты в секунду: n=1/H*{\displaystyle {\sqrt[{3\,}]{\quad }}}((8*N)/(π*ρ**D2))

## Изготовление гребных винтов
Самые большие гребные винты достигают высоты трёхэтажного здания, а их изготовление требует уникальных навыков. Во времена, когда был создан винтовой пароход «Great Britain», на изготовление форм гребного винта уходило до 10 дней.
Традиционная технология предусматривает изготовление цельнолитых металлических (из стали или медных сплавов) гребных винтов литьём в песчаные формы, получаемые методом ручной или частично механизированной формовки. При этом форма представляет собой набор нижних и верхних горок, которые формируют поверхности лопастей, а формовка ведётся по однолопастной модели. Конкретные технологические приёмы определяются размерами, конструкцией и массой гребного винта, а также его серийностью. Например наличие или отсутствие в отливке центрового отверстия (которое в будущем будет расточено под вал гребного винта) в ступице определяет наличие или отсутствие центрового стержня в форме. Если гребные винты изготавливаются крупной серией, то при формовке горок используются многоразовые стальные рамки или специальные каркасы имеющие форму приближеную к форме лопастей винта (при единичном производстве изготовление такой дорогостоящей оснастки нецелесообразно). В настоящее время, в редких случаях, для изготовления отливок гребных винтов используется современное оборудование с числовым программным управлением, например с помощью инструмента, установленного на роботизированный манипулятор фрезеруют сразу литейную форму, без изготовления модельного комплекта. Применяются роботы и при фрезеровке моделей из различных материалов, например пенопласта или МДФ. Кроме того используются методы трёхмерной печати моделей гребных винтов из пластика.
Совершенно новой областью в изготовлении гребных винтов стала трёхмерная печать цельных гребных винтов металлическими порошками или проволокой. Первые такие опытные винты уже изготовлены в Нидерландах и России. Данное направление развивается в первую очередь из-за того, что изготовление единичных гребных винтов высоких классов (которые требуют фрезеровки поверхности винта) по-прежнему остаётся очень затратным, трудоёмким и длительным процессом, а изготовление их же с помощью аддитивных технологий позволяется получить некоторую экономию затрат и ускорение самого процесса изготовления. Но распространению данного метода мешает крайне высокая стоимость самого процесса «3Д-печати» металлами: высокая цена самого оборудования, металлических порошков нужной марки и оборудования для их получения (например атомайзеров) и пока нет перспектив для замещения литых гребных винтов напечатанными в значимых количествах.
Винт должен быть достаточно прочен, чтобы выдержать тысячи тонн давления и не подвергаться коррозии в солёной морской воде. Наиболее распространёнными материалами для изготовления гребных винтов являются латунь, бронза, сталь, также специальные сплавы, например, сплав куниаль — он имеет прочность стали, но гораздо лучше противостоит коррозии. Куниаль может находиться в воде десятилетиями, не ржавея при этом. Для придания сплаву предельной прочности к 80 % меди добавляется 5 % никеля, 5 % алюминия и 10 % других металлов; переплавка осуществляется при температуре 1183 °C.
С середины XX-го века в целях экономии, облегчения веса и упрощения процесса производства гребных винтов для катеров в качестве основного материала применяются пластмассы.

## Преимущества и недостатки
Работает как движитель только при неизменной или возрастающей скорости вращения, в остальных случаях — как активный тормоз.
КПД винта ~30—50 % (теоретически максимально достижимый — 75 %). «Идеальный» винт невозможно сделать из-за постоянного изменения условий его работы — условий рабочей среды.
Гребной винт проигрывает веслу (КПД ~60—65 %) по эффективности.
В сравнении с гребным колесом у гребного винта выше КПД и гребной винт очень компактен и лёгок относительно размеров корабля. Но повреждённое гребное колесо может быть легко отремонтировано, гребные винты же чаще всего неремонтопригодны, и повреждённый гребной винт заменяют новым. Также гребной винт наиболее уязвим в сравнении со всеми другими судовыми движителями и наиболее опасен для морской фауны и упавших за борт людей. Вместе с тем, гребные колёса обеспечивают бо́льшую тягу с места (что особенно важно для буксиров, и позволяют им иметь меньшую осадку). Однако при волнении они очень быстро оголяются (колесо одного борта вхолостую вертится в воздухе, тогда как колесо противоположного полностью погружается под воду, до предела нагружая ведущую тяговую машину), что делает их практически непригодными для мореходных кораблей (вплоть до 1840-х годов их использовали, по большому счёту, лишь ввиду отсутствия альтернативы, а также вспомогательной роли парового двигателя на парусно-паровых кораблях тех лет).
Особенно заметны преимущества винтового движителя перед колёсным в конструкции военных кораблей — снималась проблема расположения артиллерии: батарея вновь могла занимать всё пространство борта. Также исчезала и очень уязвимая цель для неприятельского огня, — гребной винт находится под водой.
Отдельным классом рассматривается гребной винт водометного движителя. Главное отличие тут в том, что водомет имеет сужающееся сопло, которое увеличивает скорость струи до скоростей, которые свободный гребной винт без кавитации создать не может. Сам же винт в водомёте работает в стабильных условиях, близким к идеальным, на которые не влияет поток воды снаружи, потому и КПД такого движителя выше.

## История
Водоподъёмный винт, изобретение которого приписывается Архимеду, вполне подходил и для обратной работы — отталкивания самого винта от водяной массы. Идея применения гребного винта как движителя была высказана ещё в 1752 году Даниилом Бернулли и, позднее, Джеймсом Уаттом. По-видимому, первым практическим опытом применения гребного винта стала подводная лодка «Черепаха» сконструированная Дэвидом Бушнеллом в 1775 году.
Тем не менее, всеобщее признание гребной винт снискал не сразу. Хотя сам принцип действия гребного винта никогда не был секретом, но только в 1836 году английский изобретатель Френсис Смит (англ. Francis Pettit Smith) сделал решающий шаг, оставив от длинной спирали Архимедова винта только один виток. Бытует история о том, что «модернизация» произошла в результате случайного события: на паровом катере Смита у деревянного винта при ударе о подводный риф отломилась часть, оставив единственный виток, после чего катер заметно прибавил в скорости хода. Смит установил гребной винт на небольшой пароход водоизмещением 6 тонн. Удачные опыты Смита привели к образованию компании, на средства которой был построен винтовой пароход «Архимед». При водоизмещении всего в 240 т «Архимед» был оснащён двумя ходовыми паровыми машинами мощностью по 45 л. с. каждая и единственным винтом диаметром чуть более 2 метров (первоначальный винт Смита представлял собой часть винтовой поверхности прямоугольного образования, соответствующую одному целому шагу).
Одновременно со Смитом и независимо от него разрабатывал применение гребного винта как движителя известный изобретатель и кораблестроитель швед Джон Эрикссон. В том же 1836 году он предложил другую форму гребного винта, представлявшую собой гребное колесо с лопастями, поставленными под углом. Он построил винтовой пароход «Стоктон» (мощности ходовых паровых машин — 70 л. с) и в 1839 году сделал на нём переход в Америку, где его идея была встречена настолько заинтересованно, что уже в 1842 году был заложен первый винтовой фрегат США «Принстон» (водоизмещение 954 т, мощность машин 400 л. с., дававших ему ход до 14 узлов) с винтом конструкции Эриксона. На испытаниях корабль развил ранее невиданную 14-узловую скорость. А при попытке «стравить» его с колёсным «Грейт Вестерн» винтовой фрегат потащил своего соперника, несмотря на меньшее водоизмещение и меньшую мощность двигателей. Также «Принстон» отметился в истории кораблестроения тем, что нёс самые крупнокалиберные орудия для своего времени — на поворотных платформах на нём впервые установили 12-дюймовые орудия.
В середине XIX века началась массовая переделка парусников в винтовые корабли. В отличие от колёсных пароходов, переделка в которые требовала очень объёмных и продолжительных работ, модернизация парусников в винтовые пароходы оказалась значительно более простой. Деревянный корпус разрезали примерно пополам и делали деревянную же или деревянно-металлическую вставку с машинным отделением, мощность которого для крупных фрегатов составляла 400—800 л. с. При этом весовая нагрузка только улучшалась, — тяжёлые котлы и машины располагались в основном под ватерлинией и исчезала необходимость в приёме балласта, количество которого на парусниках иногда достигало сотен тонн. Винт размещали в специальном колодце в корме и снабжали его подъёмным механизмом, поскольку при ходе под парусами он только мешал движению, создавая дополнительное сопротивление. Аналогично поступали и с дымовой трубой, — чтобы она не мешала оперировать парусами, её делали телескопической (по типу подзорной трубы). Проблем с вооружением практически не возникало, — оно оставалось на своём месте.
Гриффитс после долгих опытных изысканий над гребными винтами предложил винт, с прогрессивным шагом, относительно большего диаметра муфтою и лопастями, имеющими наибольшую ширину посередине; конец лопасти отогнут вперед приблизительно на 1/25 d, так что образующая её рабочей поверхности есть не прямая линия, как у обыкновенного винта, а кривая. Работа такого винта оказалась весьма плавною и почти не сопровождается ударами и сотрясениями кормы.